# Bertil Stenmark
Karl Bertil Stenmark, född 16 juli 1912 i Skellefteå, död där 22 juni 1989, var en svensk hemmansägare, målare, tecknare och träsnidare.
Han var son till hemmansägaren Lars Edvard Stenmark och Maria Matilda Lind och från 1941 gift med Klara Maria Stenmark (1921–1979). Han var som konstnär autodidakt. Separat ställde han ut i Motala samt några gånger i Skellefteå och tillsammans med Elvira Lindmark-Johansson ställde han ut i Kiruna och Östersund. Hans bildkonst består av nakenstudier, porträtt, situationsbilder, religiösa motiv och dramatiska landskapsskildringar. I trä formar han ett typgalleri med  djur, bondfolk, präster och tjuvar där han har drivit individualiseringen och uttrycksfullheten långt. Stenmark är representerad vid Skellefteå fornminnesförening med träskulpturen Gamle kyrkvaktaren från 1938. Makarna Stenmark är begravda på Skellefteå landsförsamlings kyrkogård.